# VirtuaVerse
VirtuaVerse ist ein Point-and-Click-Adventure, entwickelt von Theta Division und veröffentlicht von Blood Music für Microsoft Windows, macOS und Linux. Das Spiel spielt in der Zukunft und weist Science-Fiction- und Cyberpunk-Elemente auf. Es wurde am 12. Mai 2020 auf den Online-Plattformen Steam und GOG veröffentlicht. Am 18. Oktober 2021 wurde es für PlayStation 4, Xbox One und Nintendo Switch veröffentlicht.

## Spielprinzip
Der Spieler übernimmt die Rolle von Nathan und muss Gegenstände sammeln, mit NSCs sprechen und Rätsel lösen, um in der Geschichte voranzukommen. Später im Spiel kann der Spieler das AVR-Headset des Protagonisten ein- und ausschalten, wodurch er die augmentierte virtuelle Realität sehen kann und damit andere Hotspots in der Spielwelt sichtbar werden. Das AVR-Headset wird benötigt, um bestimmte Arten von Rätseln zu lösen.

## Handlung
Eines Tages wacht Nathan auf und seine Freundin Jay ist verschwunden. Um sie zu kontaktieren, muss er sein AVR-Headset reparieren lassen. Nachdem er ein Geschäft in der Innenstadt besucht und sein Headset repariert hat, erfährt Nathan, dass seine Freundin eine Hackerin ist und in obskure Hackeraktivitäten verwickelt ist. Nathan will die Wahrheit herausfinden und wird in eine Welt von Technomancern, AVR-Graffiti-Künstlern, Hacker-Gangs, Stämmen von Krypto-Schamanen, digitalen Archäologen, epischen Cyberkriegen und Ausschweifungen in die virtuelle Realität hineingezogen.

## Entwicklung
VirtuaVerse wurde von dem italienisch-deutschen Indie-Entwickler Theta Division Games entwickelt. Das Team besteht aus dem Chiptune-Musiker Master Boot Record, der für die Story, den Sound und die Musik verantwortlich war, Alessio Cosenza alias Elder0010, der für die Programmierung verantwortlich war, und Valenberg, der die Grafik für das Spiel erstellt hat. Außerdem wurde das Spiel vom Team Warlocs in mehrere Sprachen lokalisiert. Die Entwicklung des Spiels begann 2016, und nach vier Jahren wurde es am 12. Mai 2020 veröffentlicht.

## Rezeption
VirtuaVerse erhielt allgemein positive Kritiken, laut Review-Aggregator. Metacritic, basierend auf 15 Rezensionen.
Claudio Magistrelli vom italienischen Online-Magazin The Games Machine gab dem Spiel eine Bewertung von 8,3 von 10 und sagte: „VirtuaVerse ist eine Menge Dinge. Es ist eine Hommage an Point&Click-Abenteuer der alten Schule und gleichzeitig eine moderne Interpretation des Genres. Es ist auch eine Liebeserklärung an Cyberpunk und seine Themen. Aber mehr als alles andere ist VirtuaVerse ein großartiges Abenteuer, das in einer detaillierten Welt spielt, die auf einer großartigen Pixelgrafik, fantastischer Musik und einer suggestiven Atmosphäre beruht.“
Jörg Luibl vom deutschen Online-Magazin 4Players gab dem Spiel eine Bewertung von 76 % und sagte: „VirtuaVerse ist trotz seiner altmodischen Statik und mancher unlogischer Momente ein unterhaltsames Point&Click-Adventure mit tollem Cyberpunk-Flair und guter Story.“